# Търговска тайна
Търговска тайна е формула, практика, процес, дизайн, модел, метод за търговия или комбинация от подобна информация, която не е публично известна или достъпна при разумно усилие и с която бизнес предприятие може да получи икономическо предимство пред конкурентите или клиентите. В някои юрисдикции се използват изрази като „конфиденциална информация“, но най-общо трябва да се прави разлика с термина „класифицирана информация“ и държавна тайна които касаят различни области.

## Определение
Точната формулировка на понятието зависи от юрисдикцията, както и конкретните типове информация, които са обект на защита. Все пак следните три фактора са общи за повечето определения:
Търговската тайна
- не е публично известна;
- доставя икономическа изгода на притежателя (при това изгодата трябва да е свързана именно с нейната секретност);
- е предмет на разумни усилия да бъде запазена.

Тези три аспекта са включени и в чл. 39 на Споразумението относно свързаните с търговията аспекти на правата на интелектуалната собственост.
Според българския Закон за защита на конкуренцията „Производствена или търговска тайна" са факти, информация, решения и данни, свързани със стопанска дейност, чието запазване в тайна е в интерес на правоимащите, за което те са взели необходимите мерки.“